# Делвей (Північна Кароліна)
Делвей (англ. Delway) — переписна місцевість (CDP) в США, в окрузі Сампсон штату Північна Кароліна. Населення — 150 осіб (2020).

## Географія
Делвей розташований за координатами 34°48′57″ пн. ш. 78°12′39″ зх. д. / 34.81583° пн. ш. 78.21083° зх. д. (34.815737, -78.210721).  За даними Бюро перепису населення США в 2010 році переписна місцевість мала площу 24,98 км², з яких 24,95 км² — суходіл та 0,03 км² — водойми.

## Демографія
Згідно з переписом 2010 року, у переписній місцевості мешкали 203 особи в 82 домогосподарствах у складі 47 родин. Густота населення становила 8 осіб/км².  Було 100 помешкань (4/км²).
Расовий склад населення:
| - 60,1 % — білих - 26,1 % — чорних або афроамериканців - 12,3 % — осіб інших рас |

До двох чи більше рас належало 1,5 %. Частка іспаномовних становила 24,6 % від усіх жителів.
За віковим діапазоном населення розподілялося таким чином: 24,6 % — особи молодші 18 років, 62,1 % — особи у віці 18—64 років, 13,3 % — особи у віці 65 років та старші. Медіана віку мешканця становила 37,8 року. На 100 осіб жіночої статі у переписній місцевості припадало 95,2 чоловіків;  на 100 жінок у віці від 18 років та старших — 88,9 чоловіків також старших 18 років.
Цивільне працевлаштоване населення становило 30 осіб. 